# Talsi
Talsi (deutsch: Talsen, livisch: Tālsa) ist eine Stadt im westlichen Lettland, in der Region Kurland (lettisch: Kurzeme). Im Jahre 2022 zählte Talsi 8.737 Einwohner. Seit 2009 ist Talsi Sitz eines gleichnamigen Bezirks.

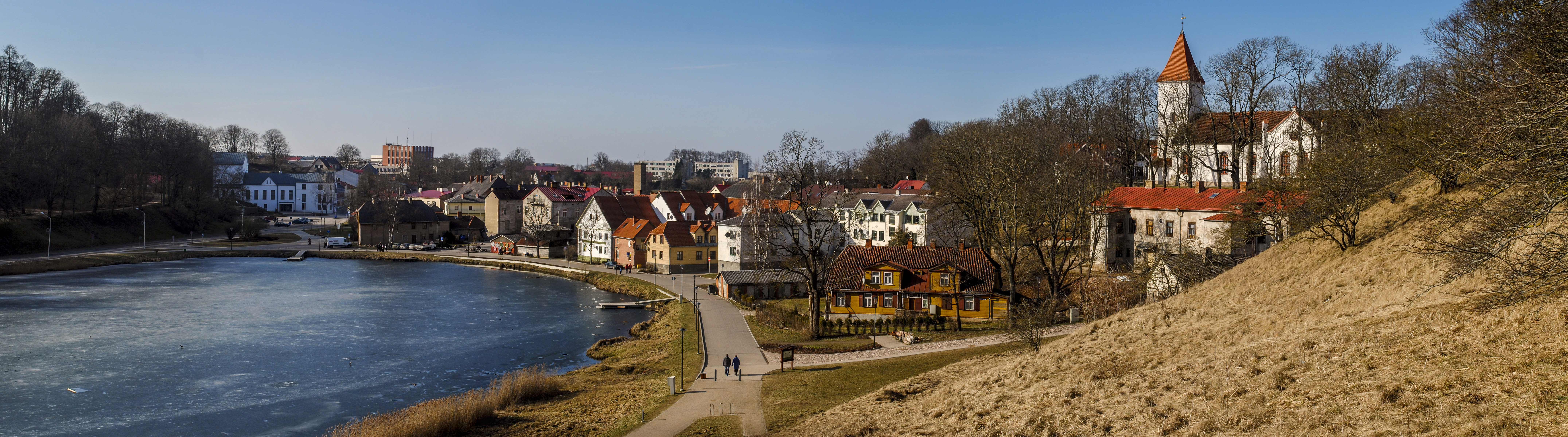
Stadtzentrum von Talsi

## Geschichte
Der Ort war im 10. Jahrhundert von Liven und später von Kuren besiedelt. Talsi (villa Talse) taucht erstmals 1231 im Rahmen der baltischen Kreuzzüge in einer Urkunde auf. 1422 wird eine Siedlung beim Burgberg erwähnt (pilsahten to Talsen) und 1434 eine Burg des Livländischen Ordens. Ab dieser Zeit siedelten auch deutsche Handwerker und Händler bei der Burg. Ab 1609 bestand eine gemauerte Kirche.
Im 16. Jahrhundert war der Ort ein kleiner Marktort im Herzogtum Kurland, dessen Wirtschaft hauptsächlich auf der Eisengewinnung gründete. Talsi wurde von zwei Pest-Epidemien (1657 und 1710) heimgesucht. 1710 sollen noch zehn Menschen hier gelebt haben. 1733 wurde die Stadt durch einen Großbrand zerstört.
Nachdem Kurland 1795 zum Russischen Kaiserreich kam, siedelten sich viele polnisch-litauische Juden an. Später stellten sie mehr als die Hälfte der Bevölkerung und dominierten den Handel der Stadt.
Im 19. Jahrhundert begann die Alphabetisierung und die ersten russischen und deutschsprachigen Schulen wurden eingerichtet. Die Stadt war 1819 Zentrum der Hauptmannschaft Talsen und erhielt 1894 beschränkte Stadtrechte. Es gab unter anderem Fabriken für Streichhölzer, Liköre und Wolle sowie eine Bierbrauerei und eine Druckerei. Während der russischen Revolution 1905 ging die Macht im Dezember auf die revolutionären Komitees über, bevor die zaristische Strafexpedition eintraf.
Im Ersten Weltkrieg erhielt Talsi 1917 unter deutscher Besatzung das Stadtrecht. Die Stadt zählte zu diesem Zeitpunkt infolge der Zwangsevakuierung wenig mehr als 4000 Einwohner, 12 % davon waren Juden (siehe Synagoge (Talsi)).
Mit der lettischen Unabhängigkeit setzte ein wirtschaftlicher Aufschwung ein. Es gab auch ein kleinstädtisches Kulturleben; die Stadt war bis zum Zweiten Weltkrieg Durchgangsort für Wandertheater. 1939 begann die Rote Armee infolge des Stationierungsvertrages mit dem Bau eines Flugplatzes bei Talsi, bevor dann 1940 ganz Lettland besetzt wurde.
Während des Deutsch-Sowjetischen Krieges war Talsi vom 1. Juli 1941 bis zur Kapitulation der Wehrmacht von ihr besetzt. 1945 befand sich das Hauptquartier der Heeresgruppe Kurland in Talsi. Der Großteil der ansässigen Juden wurde in den Kriegsjahren deportiert und umgebracht.
1965 entschied die Lettische SSR, in Talsi eine Anlage zur Eisenverhüttung zu bauen. Zu ihren Hochzeiten beschäftigte die Fabrik mehr als 350 Arbeiter und exportierte ihre Produkte in die gesamte Sowjetunion und sogar nach Großbritannien und in die Mongolische Volksrepublik. Der neue Reichtum erlaubte die Umsetzung eines neuen Entwicklungsplans, der ein Kino, ein Hotel, das Verwaltungszentrum und ein Parkhaus umfasste, in der Stadt wurden auch mehrere Parks angelegt.
Derzeit profitiert Talsi vom Anwachsen des Dienstleistungssektors in den meisten Hauptorten der Region sowie vom Anstieg des Tourismus in Kurland.

## Sehenswürdigkeiten
- Evangelisch-lutherische Kirche

Auf dem steilen Hügel Baznīckalns (Kirchenhügel), einem der neun Hügel im Stadtgebiet, wurde 1567 in weißen Mauern die lutherische Kirche von Talsi als Dominante der Altstadt erbaut und später mehrmals umgebaut. Ihre Architektur hat sich im Laufe der Jahrhunderte gebildet und wurde mit Merkmalen der Romanik und Gotik ergänzt. Die Baugeschichte spiegelt sich sowohl in der Planung der Kirche als auch in der Fassade wider und entspricht der Bauweise des 18. und des 19. Jahrhunderts. Dem rechteckigen Langhaus wurde ein Querschiff sowie eine Sakristei und dem westlichen Teil der Kirche ein im Plan quadratischer Glockenturm mit einer pyramidalen Spitze hinzugefügt, die von einer Kugel, einem Hahn und einem Kreuz verziert ist. Von 1996 bis 1998 wurden die Turmspitze mit dem Hahn und dem Ziegeldach sowie die Fassade und die Innenräume rekonstruiert.
- Baptistenkirche

Die Baptistengemeinde von Talsi wurde 1876 gegründet. 1936 fand der Gottesdienst zur Einweihung des neu gebauten Gotteshauses (Architekt Artūrs Spīgulis) statt. Die Kirche hat ein einschiffiges Langhaus mit einem quadratischen Turm mit einer pyramidalen Spitze. Sie wurde aus den Mitteln der Gemeinde gebaut und ist eine der seltenen Baptistenkirchen mit einem so hohen Turm (22,5 Meter).
- Ehemalige Synagoge

Die Synagoge in der Kalna Iela 5 in Talsi wurde 1854 errichtet und nach der Vernichtung der jüdischen Gemeinde durch die deutschen Besatzer im Zweiten Weltkrieg zu einem Wohnhaus umgebaut.
- Talsi Regionalmuseum

In dem 1923 gegründeten Museum ist das historische, kulturelle, natürliche und künstlerische Erbe der Region ausgestellt. Es befindet sich in dem 1883 errichteten Palast der deutschbaltischen Adelsfamilie Fircks
- Kupfer-Familienfriedhof und Kapelle

An der Zvaigžņu iela befinden sich der Friedhof und die von 1801 bis 1806 im klassizistischen Stil erbaute Kapelle der Familie Heinz-Kupfer. Auf dem Friedhof sind die Kaufmannsfamilien Heinz und Kupfer begraben. Die Familie Kupfer war eine der reichsten deutschen Familien in Talsi. Sie besaß Grundstücke in den Straßen Laidzes iela 2, 4, 6, 8, Lielā iela 27–31 und Zvaigžņu iela. Neben der Kapelle befindet sich das Denkmal, das dem Arzt Carl Ferdinand Kupfer (1766–1825) und seiner Frau Anna Dorothea Kupfer, geb. Plentzner (1776–1830), gewidmet ist und in Form eines vertrockneten Baumstammes angelegt wurde
- „Koklētājs“-Denkmal am Ķēniņkalns

Am Fuße des Ķēniņkalnshügels befindet sich das zum Gedenken an lettische Freiheitskämpfer errichtete Denkmal „Koklētājs“. Sein Autor war der lettische Bildhauer Kārlis Zemdega (1894–1963). Obwohl das Denkmal in den 1930er Jahren errichtet werden sollte, wurde es erst 1996 von dem Bildhauer Vilnis Titāns (1944–2006) fertiggestellt.

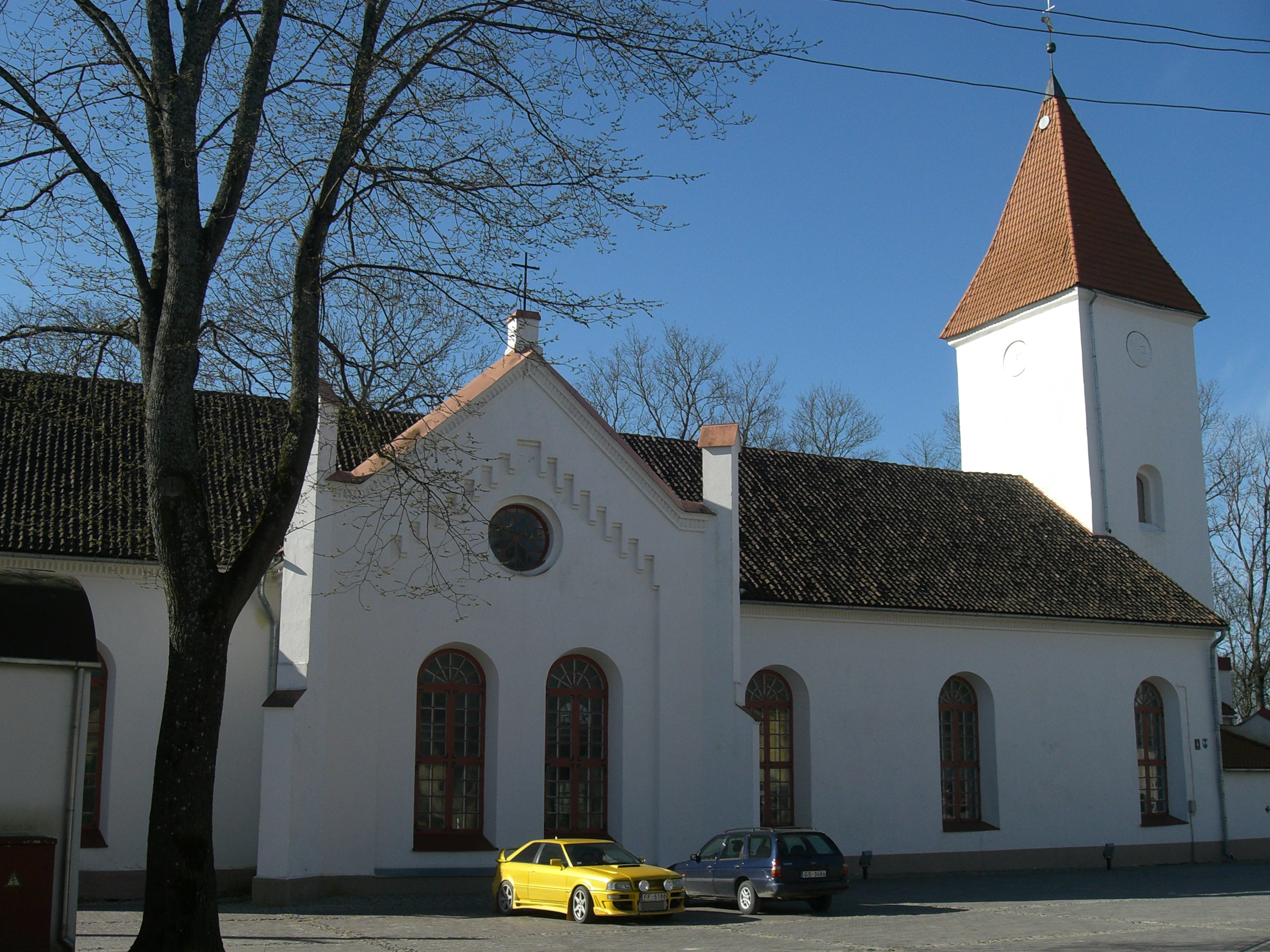
Lutherische Kirche in Talsi
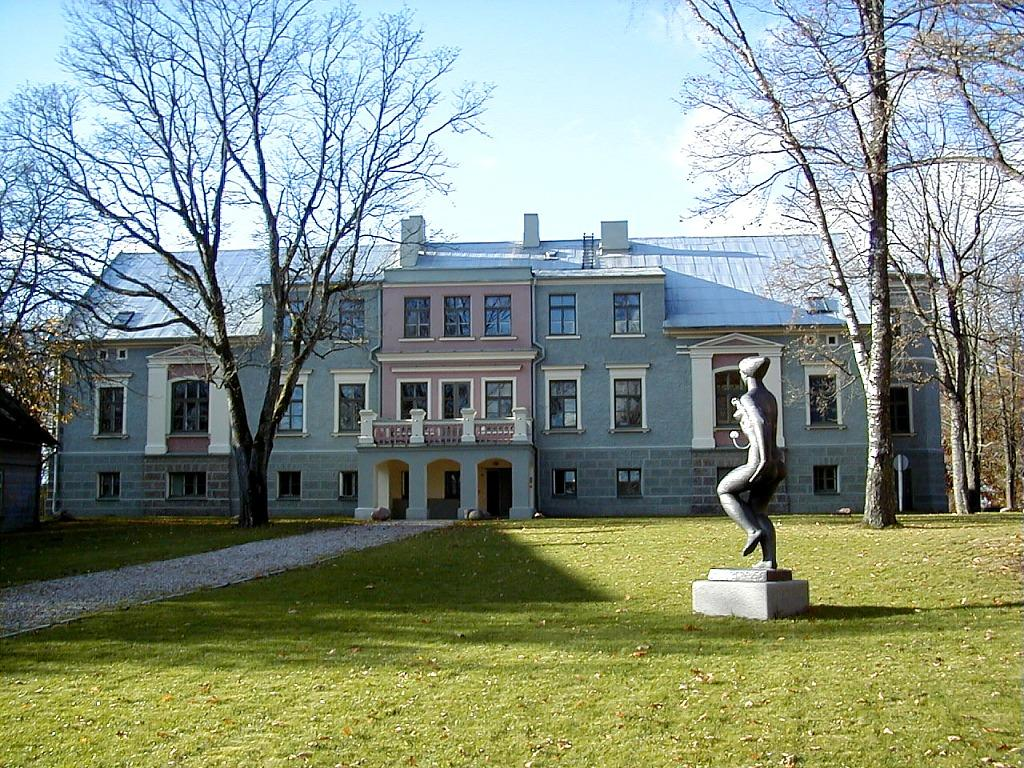
Regionalmuseum
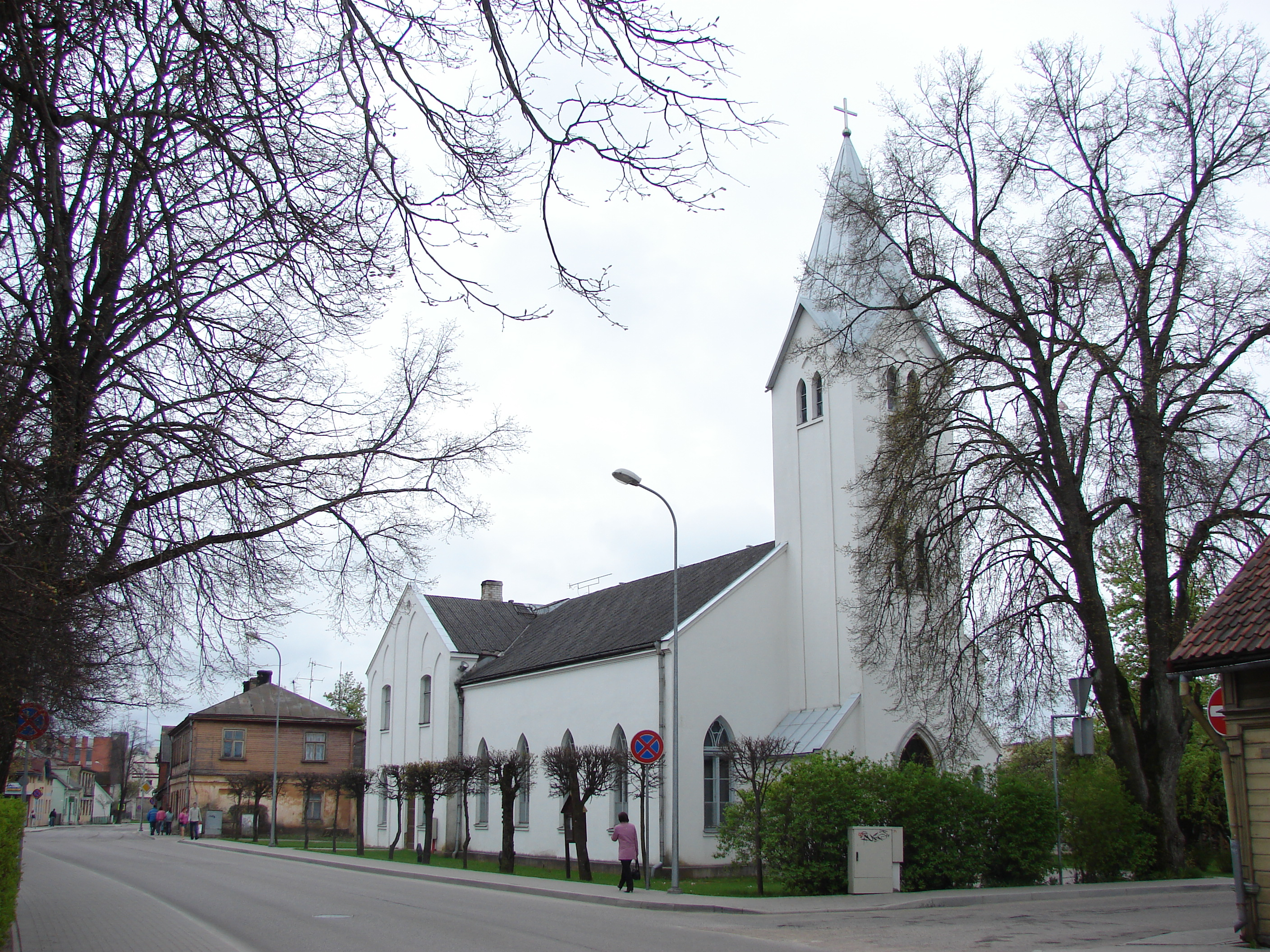
Baptistenkirche
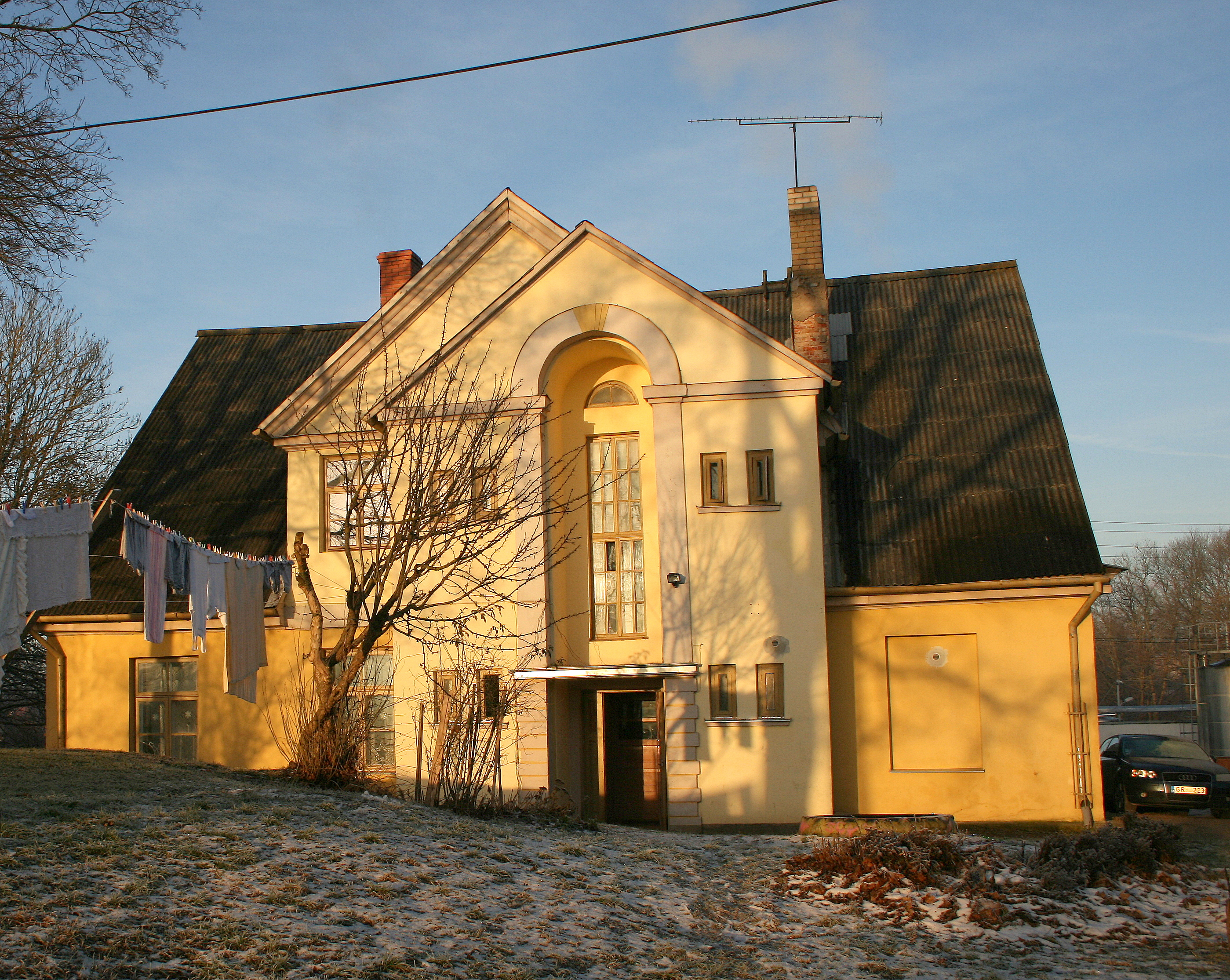
Ehemalige Synagoge
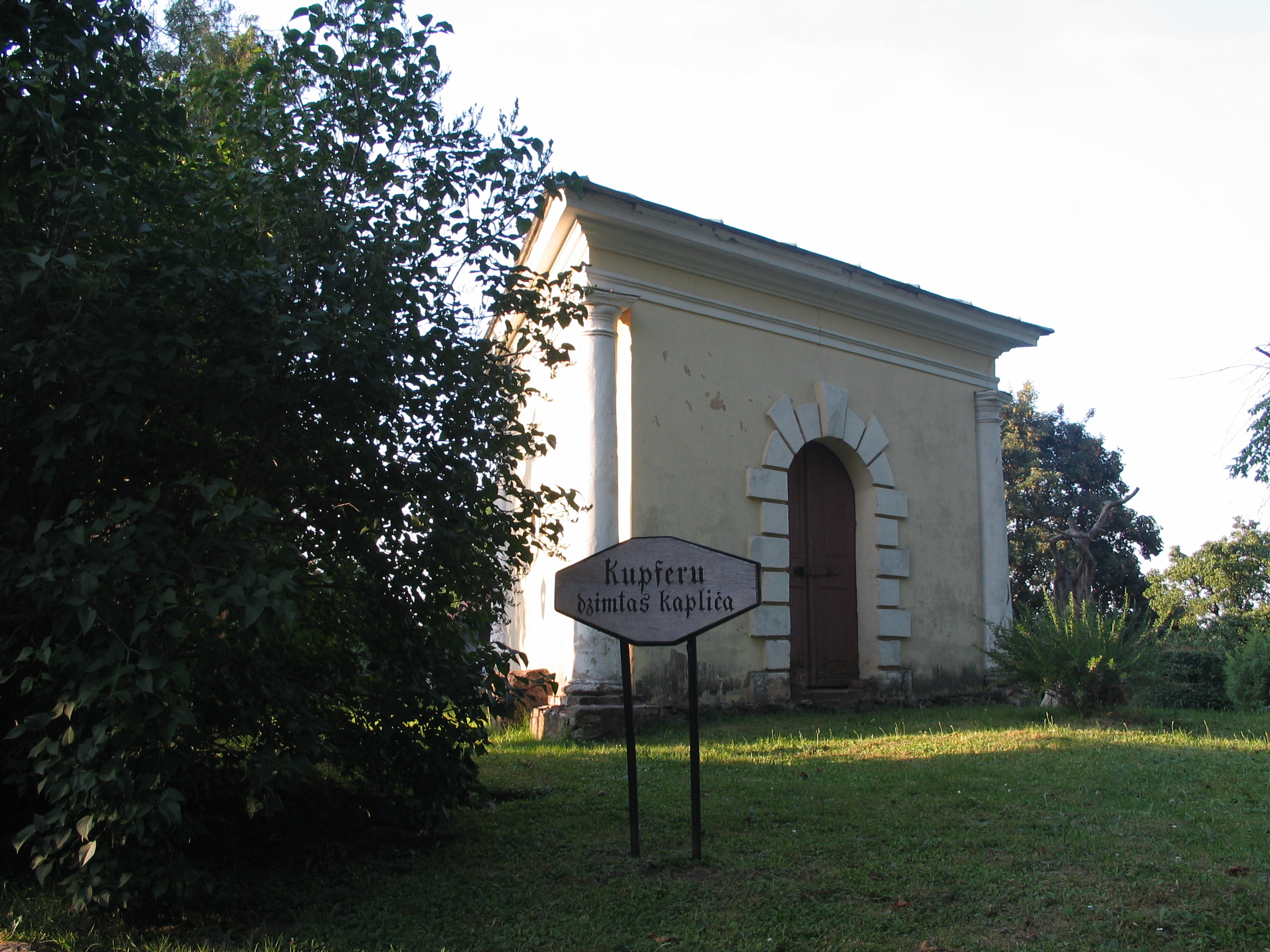
Kupferkapelle

Über 95 % der Einwohner bezeichnen sich als Letten. Russen sind die größte der 22 Minderheiten.

## Städtepartnerschaften
Partnerstädte von Talsi sind:
- Alanya, Türkei
- Lejre, Dänemark
- Orhei, Moldau
- Prienai, Litauen
- Kuressaare, Estland[8]
- Schtscholkowo, Russland
- Söderköping, Schweden
- Telawi, Georgien

## Persönlichkeiten

### Söhne und Töchter des Ortes
- Emmy du Féaux, geborene Asplind (1837–nach 1908), deutsch-baltische Schriftstellerin und Journalistin
- Sara Braun (1862–1955), chilenische Unternehmerin und Mitverantwortliche eines Völkermords
- Frédéric Fiebig (1885–1953), lettisch-französischer Maler
- Paul Edmund von Hahn (1899–nach 1934), Journalist und Schriftsteller
- Arta Dumpe (* 1933), Bildhauerin
- Vera Zozuļa (* 1956), Rennrodlerin
- Guntis Osis (* 1962), Bobfahrer und Leichtathlet
- Mārcis Štrobinders (* 1966), Speerwerfer
- Anita Liepiņa (* 1967), Geherin
- Uģis Brūvelis (* 1971), Geher
- Uvis Helmanis (* 1972), Basketballspieler
- Romāns Vainšteins (* 1973), Radrennfahrer
- Ilze Indriksone (* 1974), Umweltingenieurin und Politikerin
- Māris Ziediņš (* 1978), Eishockeyspieler
- Intars Busulis (* 1978), Sänger
- Dana Rožlapa (* 1979), Radrennfahrerin
- Guntis Galviņš (* 1986), Eishockeyspieler
- Agnese Lāce (* 1987), Politikerin
- Madara Palameika (* 1987), Speerwerferin
- Jānis Strēlnieks (* 1989), Basketballspieler
- Agnese Koklača (* 1990), Rennrodlerin
- Dagnis Iļjins (* 1992), Kanute
- Rolands Štrobinders (* 1992), Speerwerfer

### Mit Talsi verbunden
- Carl Amenda (1771–1836), Freund Beethovens, von 1802 bis 1836 Pastor in Talsi